# Eupithecia antalica
Eupithecia antalica is een vlinder uit de familie spanners (Geometridae). De wetenschappelijke naam is voor het eerst geldig gepubliceerd in 2001 door Mironov.
De soort komt voor in Europa.